# Frauengraben (Main)
Der Frauengraben ist ein gut ein Kilometer langer rechter und nördlicher Zufluss des Mains in Unterfranken.

## Geographie

### Verlauf
Der Frauengraben entspringt im Haßfurter Maintal auf einer Höhe von etwa 297 m ü. NN gut einen halben Kilometer nördlich des zur Gemeinde Gädheim gehörenden Ortsteiles Ottendorf. Die Quelle liegt in einer landwirtschaftlich genutzten Zone innerhalb der Gemarkung des zu der Gemeinde Schonungen gehörenden Ortsteiles Waldsachsen etwa 50 m nördlich der Gemeindegrenze zwischen Schonungen und Gädheim.
Er fließt zunächst etwa 150 m durch die Gemarkung Waldsachsen, passiert dann die Gemeindegrenze nach Gädheim und läuft danach in fast südlicher Richtung durch Felder und wird dabei von dichtem Gehölz begleitet. Knapp einen halben Kilometer bachabwärts erreicht er den Ortsrand von Ottendorf und läuft dann westlich der Straße Am Frauengraben am Ostrand der Ortschaft entlang.
Er unterquert noch die Bahnhofsstraße, dann die B 26 und die Gleisanlagen der Bahnstrecke Bamberg–Rottendorf und mündet schließlich südwestlich von Ottendorf bei ungefähr Mainkilometer 344,3 auf einer Höhe von 208 m ü. NN von rechts und Norden in den Main.